# Mlada Bosna
Mlada Bosna (Junges Bosnien) war eine anti-klerikale, serbisch-nationalistische revolutionäre Vereinigung, Organisation bzw. Bewegung von Schülern und Studenten, die Anfang des 20. Jahrhunderts im von Österreich-Ungarn annektierten Bosnien-Herzegowina aktiv war.
Die 1893 in Mostar gegründete Organisation stand, auch durch enge personelle Verbindungen unter starkem Einfluss der später entstandenen serbischen Geheimorganisation Schwarze Hand (Crna ruka), die ab 1910 zahlreiche Attentate, darunter auch das Attentat von Sarajevo auf den österreichischen Thronfolger Franz Ferdinand plante. Zu den Mitgliedern der Mlada Bosna gehörten vorerst vor allem bosnische Serben, in den letzten Jahren vor dem Krieg stießen auch Kroaten und Bosniaken aus Bosnien-Herzegowina hinzu. Die Bezeichnung Mlada Bosna wurde zwar seit 1907 schon vereinzelt verwendet, wurde aber erst 1918 üblich als kollektive Bezeichnung der zahlreichen organisatorisch nicht verbundenen Geheimzirkel jugendlicher Bosnier und Herzegowiner, die der Habsburgermonarchie Widerstand leisteten.

## Ziele der Bewegung
Ziele von Mlada Bosna waren die Stärkung des serbischen Nationalbewusstseins und revolutionäre Befreiung Bosnien-Herzegowinas von der österreich-ungarischen Besatzung und der Zusammenschluss südslawischer Provinzen Österreich-Ungarns mit Serbien und Montenegro und die Auflösung des osmanischen Sandschak Novi Pazar und die Gründung eines gemeinsamen Jugoslawien. Mitglieder von Mlada Bosna kritisierten den Konservativismus und den Bildungsmangel der Bevölkerung, riefen zum Widerstand gegen die autoritäre Machtstruktur und das jesuitische Schulwesen Österreich-Ungarns auf und vertraten die Gleichberechtigung von Frauen. Einen großen Einfluss auf die Bewegung hatten Giuseppe Mazzinis Junges Italien und Tomáš Garrigue Masaryk, darüber hinaus auch russische Revolutionäre wie Michail Alexandrowitsch Bakunin und Pjotr Alexejewitsch Kropotkin. Viele Mitglieder von Mlada Bosna waren literarisch interessiert und begabt. Der Schriftsteller und spätere Nobelpreisträger Ivo Andrić war Mitglied der Mlada Bosna und verkehrte persönlich mit Gavrilo Princip. Werke des Schriftstellers Petar Kočić und des Intellektuellen Vladimir Gaćinović waren von besonderer Bedeutung für die Bewegung. Der Begriff Mlada Bosna wurde erstmals 1907 in einem Zeitungsartikel Petar Kočićs erwähnt, setzte sich aber erst nach 1918 durch.

## Geschichtlicher Hintergrund
Nach dem Bauernaufstand gegen die Osmanen 1875–1878, der in die Balkankrise mündete, wurde Bosnien-Herzegowina vom Berliner Kongress 1878 von den Großmächten der österreichisch-ungarischen Verwaltung unterstellt. 1908 wurde es anlässlich des 60. Thronjubiläums von Kaiser Franz Joseph I. annektiert und die Provinz Sandschak Novi Pazar zwischen Serbien und Montenegro geteilt, was die Bosnische Annexionskrise auslöste. Die Bosnier lehnten eine Besatzung Bosnien-Herzegowinas ab und hätten eher einen Zusammenschluss mit den Königreichen Serbien und Montenegro oder die Bildung eines unabhängigen Staates vorgezogen. Die Beibehaltung des als ausbeuterisch empfundenen osmanischen Feudalsystems nach 1878, die Unmöglichkeit einer Teilnahme am politischen System der Monarchie und die Stellung Bosniens und der Herzegowina als k. und k. Kronkolonien trugen zum Unmut der ärmeren Bevölkerung bei. Die Provinzen dienten Österreich-Ungarn in erster Linie als Eisenbahn-Transitstrecke, Warenmarkt, Rohstofflager und Lieferanten billiger Arbeitskraft. 1910, nach rund 20 Jahren österreichisch-ungarischer Verwaltung, waren 88 % der Bevölkerung Bosniens und der Herzegowina Analphabeten. Aufgrund von repressiven polizeilichen Maßnahmen war eine auf Reform oder Revolution ausgerichtete politische Betätigung nur im Geheimen möglich. Bosnischen Gymnasiasten, die sich politisch betätigten, drohte der Schulverweis.
Der erste Geheimzirkel, der später als „Mlada Bosna“ bezeichnet wurde, ist 1893 von Schülern einer Mittelschule in Mostar gegründet worden.

## Attentat von Sarajevo
Am 28. Juni 1914 wurde der Thronfolger Österreich-Ungarns, Erzherzog Franz Ferdinand, bei seinem angekündigten Besuch in Sarajevo von etwa zehn Mitgliedern von Mlada Bosna erwartet. Nachdem der Erzherzog einen ersten Anschlag unverletzt überstanden hatte, wurden er und seine Frau Sophie von Gavrilo Princip ermordet. In der dadurch ausgelösten Julikrise stellte Österreich-Ungarn Serbien ein Ultimatum, dem Belgrad nicht bedingungslos nachkam. Der Konflikt war Auslöser des Ersten Weltkriegs.

## Rezeption in Jugoslawien
In der offiziellen Gedenkpolitik und -propaganda Jugoslawiens wurde Mlada Bosna als identitätsstiftende Bewegung verehrt und besonders unter Schülern und Studenten als fortschrittlich und vorbildlich propagiert. Das Gebäude, an dessen Ecke Princip seine Schüsse abgegeben hatte, wurde in ein Museum umgewidmet.

## Bekannte Mitglieder
- Ratko Parežanin (1898–1981), faschistischer jugoslawischer Politiker und serbischer Exil-Schriftsteller
- Gavrilo Princip (1894–1918), Attentäter von Sarajevo
- Cvjetko Popović (1896–1980)